# Julian McMahon
Julian Dana William McMahon (Sydney, 27 juli 1968 – Clearwater (Florida), 2 juli 2025) was een Australisch acteur.

## Biografie
McMahon werd geboren in Sydney, als een van de drie kinderen van politicus William McMahon, die van 1971 tot 1972 premier van Australië was. McMahon trouwde driemaal, eerst in 1994 met de Australische zangeres Dannii Minogue, daarna in 1999 met de Amerikaanse actrice Brooke Burns en in 2014 met Kelly Paniagua. Met Burns kreeg hij een dochter.
Naast een carrière als model begon zijn acteercarrière in de soapserie Home and Away. Zijn eerste rol in een Amerikaanse serie was in Another World waar hij tussen 1993 en 1995 de rol van Ian Rain speelde. Ook speelde hij drie seizoenen in de populaire serie Charmed als de half-demon Cole Turner.
Andere noemenswaardige televisierollen zijn die van FBI-agent John Grant in de televisieserie Profiler en als plastisch chirurg in de serie Nip/Tuck waarvoor hij in 2005 werd genomineerd voor een Golden Globe.
Hij had daarnaast rollen in een aantal films, waaronder Fantastic Four en het vervolg Fantastic Four: Rise of the Silver Surfer, waarin hij de super-slechterik Doctor Doom speelde.
McMahon overleed op 2 juli 2025 op 56-jarige leeftijd aan de gevolgen van kanker.

## Filmografie
- The Surfer (2024)
- FBI : Most Wanted (2020)
- Marvel's Runaways (televisieserie) (2017-2019)
- You're Not You (2014)
- Full Circle (televisieserie) (2013)
- Paranoia (2013)
- Bait (2012)
- Fire with Fire (2012)
- Rogue (televisiefilm) (2012)
- Faces in the crowd (2011)
- RED (2010)
- Meet Market (2008)
- Fantastic Four: Rise of the Silver Surfer (2007)
- Premonition (2007)
- Prisoner (2007)
- Fantastic Four (2005)
- Nip/Tuck (televisieserie) (2003-2010)
- Another Day (televisiefilm) (2001)
- Charmed (televisieserie) (2000-2005)
- Chasing Sleep (2000)
- Will & Grace (televisieserie) (1998)
- In Quiet Night (1998)
- Profiler (televisieserie) (1996-2000)
- Magenta (1996)
- Another World (televisieserie) (1992-1994)
- G.P. (televisieserie) (1992)
- Wet and Wild Summer! (1992)
- Home and Away (televisieserie) (1989-1991)
- The Power, the Passion (televisieserie) (1989)